# Javier Saavedra
Javier Saavedra Vázquez (Peribán, México, 13 de marzo de 1973) es un ex futbolista mexicano, Jugó de centrocampista y su último equipo fue San Antonio Scorpions FC de la North American Soccer League (2011).

## Trayectoria
Lateral derecho que hizo su debut con Toros Neza en 1996 y se desempeña como uno de los más veloces lateral o volante en el fútbol mexicano. Después de su paso exitoso con el equipo de Neza donde fue subcampeón en el Torneo de Verano 1997, fue vendido a Tigres donde fue titular indiscutible logrando salir de nuevo subcampeón en el Torneo de Invierno 2001. Al año siguiente fue transferido al club Monarcas Morelia donde disputa dos finales; regresa con los Tigres un año después, y juega su quinta final en el Torneo Apertura 2003, quedando su equipo de nuevo en segundo lugar.
Para el Apertura 2006 es cedido a préstamo los Jaguares de Chiapas. Después de un corto periodo regresa a Tigres. Al término del Clausura 2008 es transferido a los Indios de Ciudad Juárez en donde un gol suyo ante el Cruz Azul decidió la permanencia de su club en el Máximo Circuito.
Para el torneo siguiente, es contratado por el Necaxa, equipo con el que disputó los Torneos de Apertura 2009 y Clausura 2010, de la liga de ascenso logrando ser campeón, ascendiendo al máximo circuito.
Fue internacional con la selección mexicana durante la gestión de Bora Milutinovic, Manuel Lapuente y Javier Aguirre.
Firmó para el equipo de San Antonio Scorpions, en el año 2012, para convertirse en el jugador a seguir de la North American Soccer League, y el referente de los Scorpions, cuya casa es el Toyota Field. Saavedra dijo en conferencia de prensa, que iba a aportar su experiencia y profesionalismo al equipo de los Scorpions. Donde se retiró el 1 de enero de 2015.

### Clubes
| Club                    | País                | Año         | Partidos | Goles | Media |
| ----------------------- | ------------------- | ----------- | -------- | ----- | ----- |
| Toros Neza              | México              | 1996 - 1998 | 84       | 8     | 0.1   |
| Tigres de la UANL       | México              | 1998 - 2002 | 128      | 10    | 0.08  |
| Monarcas Morelia        | México              | 2002 - 2003 | 48       | 12    | 0.25  |
| Tigres de la UANL       | México              | 2003 - 2006 | 102      | 10    | 0.1   |
| Jaguares de Chiapas     | México              | 2006        | 19       | 3     | 0.16  |
| Tigres de la UANL       | México              | 2007 - 2008 | 41       | 2     | 0.05  |
| Indios de Ciudad Juárez | México              | 2009        | 18       | 1     | 0.06  |
| Tigres de la UANL       | México              | 2009        | 6        | 0     | 0     |
| Club Necaxa             | México              | 2010        | 34       | 1     | 0.03  |
| Irapuato FC             | México              | 2012        | 16       | 0     | 0     |
| San Antonio Scorpions   | Estados Unidos      | 2012 - 2015 | 35       | 2     | 0.06  |
| Total en su carrera     | Total en su carrera | 1996 - 2015 | 531      | 48    | 0.09  |

## Selección nacional

### Participaciones en fases finales
| Copa              | Sede    | Resultado    |
| ----------------- | ------- | ------------ |
| Copa América 1997 | Bolivia | Tercer lugar |

### Partidos internacionales
| # | Fecha                    | Rival       | Sede           | Estadio                       | Resultado | Competición                |
| - | ------------------------ | ----------- | -------------- | ----------------------------- | --------- | -------------------------- |
| 1 | 17 de noviembre de 1998  | El Salvador | Los Ángeles    | Los Angeles Memorial Coliseum | 2-0       | Amistoso                   |
| 2 | 18 de noviembre de 1998  | Guatemala   | Los Ángeles    | Los Angeles Memorial Coliseum | 2-2       | Amistoso                   |
| 3 | 19 de febrero de 1999    | Egipto      | Hong Kong      | Giants Stadium                | 3-0       | Copa Carlsberg 1999        |
| 4 | 20 de septiembre de 2000 | Ecuador     | San Diego      | The Home Depot Center         | 2-0       | Amistoso                   |
| 5 | 31 de octubre de 2001    | El Salvador | Puebla         | Cuauhtémoc                    | 4-1       | Amistoso                   |
| 6 | 11 de noviembre de 2001  | Honduras    | México, DF     | Azteca                        | 3-0       | Clasificación Mundial 2002 |
| 7 | 14 de noviembre de 2001  | España      | Huelva, España | Nuevo Colombino               | 1-0       | Amistoso                   |
| 8 | 13 de marzo de 2002      | Yugoslavia  | San Diego      | Qualcomm Stadium              | 1-2       | Amistoso                   |
| 9 | 13 de marzo de 2002      | Albania     | San Diego      | Qualcomm Stadium              | 4-0       | Amistoso                   |

## Palmarés

### Campeonatos nacionales
| Título                      | Club        | País   | Año  |
| --------------------------- | ----------- | ------ | ---- |
| Torneo Ascenso Bicentenario | Club Necaxa | México | 2010 |
| Torneo Ascenso Clausura     | Irapuato FC | México | 2011 |

### Distinciones individuales
| Distinción               | Año  |
| ------------------------ | ---- |
| Goleador de la Interliga | 2005 |

- Datos: Q6165709